# Pentti Salonen
Pentti Salonen (Turku, 17 de junio de 1948) fue un piloto de motociclismo finlandés, que estuvo compitiendo en el Campeonato del Mundo de Motociclismo desde 1969 hasta 1976. Su mejor año fue en 1973 donde acabó décimo en la clasificación general de la cilindrada de 125cc, justo por detrás de su hermano Matti Salonen.

## Resultados en Grandes Premios
Sistema de puntuación usado desde 1969 hasta 1987. Desde 1969 hasta 1975 se entregaba 1 punto al piloto que lograra la vuelta rápida en carrera.
| Posición | 1  | 2  | 3  | 4 | 5 | 6 | 7 | 8 | 9 | 10 |
| Puntos   | 15 | 12 | 10 | 8 | 6 | 5 | 4 | 3 | 2 | 1  |

(Carreras en negrita indica pole position, carreras en cursiva indica vuelta rápida)
| Año  | Clase | Equipo                | 1       | 2      | 3       | 4       | 5       | 6       | 7      | 8       | 9       | 10      | 11      | 12      | 13    | Pts. | Pos. |
| ---- | ----- | --------------------- | ------- | ------ | ------- | ------- | ------- | ------- | ------ | ------- | ------- | ------- | ------- | ------- | ----- | ---- | ---- |
| 1969 | 250cc | Yamaha                | ESP -   | ALE -  | FRA -   | IOM -   | NED -   | BEL -   | RDA 13 | CHE -   | FIN 10  | ULS -   | NAC -   | YUG -   |       | 1    | 51.º |
| 1972 | 250cc | Yamaha                | GER -   | FRA -  | AUT -   | NAT -   | IOM -   | YUG -   | NED -  | BEL -   | DDR -   | CZE -   | SWE 8   | FIN 9   | ESP - | 5    | 30.º |
| 1973 | 125cc | Yamaha                | FRA 10  | AUT 7  | GER 4   | NAT -   | IOM -   | YUG 12  | NED 5  | BEL 12  | CZE -   | SWE 11  | FIN 8   | ESP 5   |       | 28   | 10.º |
| 1973 | 250cc | Yamaha                | FRA -   | AUT -  | GER -   |         | IOM -   | YUG -   | NED -  | BEL -   | CZE -   | SWE DNQ | FIN 17  | ESP 9   |       | 2    | 43.º |
| 1974 | 50cc  | Kreidler/Tunturi-Puch | FRA 13  | GER -  |         | NAT 12  |         | NED 21  | BEL 21 | SWE Ret | FIN 11  | CZE 12  | YUG 16  | ESP 12  |       | 0    | -    |
| 1974 | 125cc | Yamaha                | FRA Ret | GER -  | AUT 6   | NAT Ret |         | NED Ret | BEL 11 | SWE Ret |         | CZE 9   | YUG 7   | ESP Ret |       | 16   | 12.º |
| 1975 | 125cc | Yamaha                | FRA 16  | ESP 10 | AUT -   | GER -   | NAT Ret |         | NED 12 | BEL -   | SWE 8   |         | CZE Ret | YUG Ret |       | 4    | 23.º |
| 1976 | 125cc | Yamaha                |         | AUT -  | NAT Ret | YUG Ret |         | NED 13  | BEL -  | SWE -   | FIN Ret |         | GER 13  | ESP 14  |       | 0    | -    |